# Ципела на крају света
Ципела на крају света је први роман популарног српског писца за децу Дејана Алексића. Први пут је објављен 2014. године и од тада је доживео неколико издања, а Драмски програм Радио Београда 2022. године емитовао је и радио-драму снимљену према овој књизи. Роман је вишеструко награђиван, а у српским основним школама налази се у избору лектире за седми разред. Роман има 84 стране, a издао га је Креативни центар.

## О аутору
Дејан Алексић је рођен у Краљеву 1972. године. Он је песник, драмски писац и стваралац књижевних дела за децу. Објавио је десет песничких књига, књигу драма, један роман и преко двадесет књига за децу.

## Кратак садржај
На једној пустој вијугавој стазици, пустој као да се налази негде на крају света, лежала је једна ципела. Лежала је тако сама и напуштена, све док на њу није набасао Скитница, који је пролазио тим пустим крајем. Он је волео да иде бос, па му ципела није била од користи, али пошто је путовао светом и био врло вешт у смишљању прича, одмах је схватио да та ципела крије неку необичну догодовштину. Још кад је из ње ишчепркао цедуљицу на којој је писало: „Онај ко ме однесе мом власнику постаће богат“, био је уверен да је та прича невероватно занимљива. У даљем току догађаја ципела је завршила на врху једног храста и у њу су се уселити ласте, а око храста су се окупити грађани који желе да прославе рођендан тог дрвета. Сељак доноси беконачно дугачке мердевине и сви заједно покушавају да скину ципелу са дрвета, али ће заспати испод његове крошње. Остаће будни само Дечак, Девојчица и Сељакова кћерка, из чијег разговора сазнајемо да је ципела Дечакова, али његова ципела из будућности, када су он и Девојчица већ постали муж и жена. Тај Дечак из будућности бациће кроз прозор ципелу која га жуља да би је пронашао неки други Скитница и започео неку другу причу у којој се повезују време прошло и време садашње. Пуно ликова је учествовало  у овом роману: Скитница, Сељак,  Градоначелник, Пењач, Дечак, Стриц, Хитроноги. Роман се састоји из више наслова поглавља:
- Како се од среће бацају ствари увис
- Биће то дивна песма кад је измисле
- Важнији су снови који ти дођу кад си будан
- Без доброг о-рук сав посао је узалудан
- Ово уопште није ципела
- Најтужнија су празна лица
- Људи који никад нису били деца
- Центар света
- Летећи клавири
- Шта све може да буде џеп
- Догађај и дешај
- Будан је остао једино коњ
- Нешто треће
- Растанак
- Догађај после педесет година
- Устани и учини нешто добро

## О књизи
Радња Алексићевог романа почиње на пустој стази којом као да нико не пролази. Дешава се после и пре 50 година. Место и време радње су неодређени, а ликови имају општа имена (Скитница, Дечак, Девојчица, Сељак...) која означавају особину или функцију коју обављају. Ово причу чини универзалном, па оно о чему дело говори и поруке које шаље могу да се примене било кад и било где. У овом Алексићевом роману прича о једној ципели прераста у приповест о занимљивим сусретима, путовањима, животним тајнама. У роману се разматрају питања избора које правимо у животу, различитих погледа на свет, међуљудских односа и потраге за срећом, а цео роман је проткан хумором и сатиром. Младим читаоцима писац шаље поруку да нису важне ствари саме по себи, већ значај који им човек придаје, начин на који их посматра и како их употребљава. Кроз ову поруку писац објашњава појам богатства, о чему у једном интервјуу каже: „Људи различито схватају богатство. Сваки вид богатства, од оног најповршније схваћеног, до богатства духа, може да се посматра као предуслов за самоостварење. А ту долазимо до питања среће. Срећан човек је остварен човек. Јунаци овог романа, чак и када то не умеју да изразе или покажу, у непрестаном су трагању за смислом и срећом, што и јесте једно од основних људских стања. Ипак, пословица каже да није богат онај ко много има, већ онај коме мало треба”.
Ципела на крају света је само наизглед роман за децу. Пажљивији читалац уочиће многе елементе који га приближавају савременој прози за одрасле. То је прича са уоквиреном фабулом, а једна од њених главних порука је да новац јесте важан, али не сме бити баш једини смисао живота.

## Награде
Роман Ципела на крају света вишеструко је награђен:
- Године 2014. добио је Награду Политикиног забавника за најбоље књижевно дело за младе објављено у претходној години.[9]
- Исте године награђен је и регионалном Наградом Мали принц за најбољу дечју књигу у региону — Босни и Херцеговини, Србији, Црној Гори и Хрватској.[4]
- Године 2015. добио је Награду Плави чуперак за најбољу књигу за децу домаћег писца објављену у Србији током претходне године.[11]